# Ménécrate d'Éphèse
Pour l’article homonyme, voir Ménécrate de Syracuse.
Ménécrate d'Éphèse (Μενεκράτης ὁ Ἐφέσιος ; 330–270 av. J.-Chr.) est un poète didactique grec de la période hellénistique. Il est l'auteur d'un poème inspiré d'Hésiode, « Les Travaux », où l'on trouve une description des abeilles inspirée d'un traité d’Aristote. Il fut le maître du poète Aratos de Soles.